# Horloge astronomique de Laval
L'horloge astronomique de Laval est une horloge astronomique installée dans le Musée des sciences de Laval dans le département de la Mayenne, en France, construite par Auguste Symphorien Alleaume, et décorée lors de l'Exposition universelle de l'industrie en 1867.

## Description

### Généralités
L'horloge est située dans le musée des Sciences, musée municipal de Laval, en Mayenne. 
Le musée est situé en bordure du jardin de la Perrine et de la place de Hercé.
L'instrument comporte deux parties : un dispositif horloger, qui commande d'un côté un ensemble de quatorze cadrans.

### Horloge
L'horloge astronomique repose sur un balancier qui présente une marche circulaire. L'horloge nécessite d'être remonté manuellement toutes les semaines, sans ouvrir le meuble pour cet effet. Une sonnerie est prévue chaque quart d’heure, dont la gamme musicale est basée sur la musique Galin-Chevé-Paris. Elle est obtenue par un même rouage.

### Cadrans
Au sommet du coffre de l'horloge, on trouve :
- un cadran donnant l’heure en temps universel en 2x12 sur deux fois douze ;
- un sablier qui fonctionne uniquement le jour, bascule chaque heure en synchronisation avec la sonnerie, constitue un objet d'ornement.

On trouve ensuite 14 cadrans dans un ensemble rectangulaire. Leur fonction est la suivante :
1. la différence des méridiens : le cadran est une représentation de la France et ses villes principales
2. l’équation solaire représentée par un cadran[6]
3. la déclinaison australe ou boréale du soleil portée dans un cadran[7]
4. Calendrier : jour de la semaine, chiffre du mois, mois de l’année et les quatre années du cycle dont l’année bissextile : donné par 4 cadrans
5. le cours diurne solaire divisé en deux fois douze heures donné par un cadran
6. les minutes, secondes et tierces données par un cadran
7. le cours diurne lunaire divisé en 2x12 donné par un cadran
8. le mois lunaire divisé en quartiers et leurs octants donné par un cadran
9. les heures du lever de la lune données par un cadran
10. le planisphère terrestre avec les principales villes du monde, donné par un cadran

En bas, un cadran rectangulaire avec les index à double pointe qui indique le nom du Saint du jour.

## Historique
L'horloge est l'œuvre d'Auguste Symphorien Alleaume (1821-1895), père d'Auguste Alleaume et Ludovic Alleaume. La machine est construite de 1859 à 1867. Auguste est né le 20 août 1821 à Pellouailles. Serrurier à Pellouailles lors de son mariage, il est adjudant à l'École des arts et métiers d'Angers lors de la naissance de son fils. Il s'installe dans le quartier de la Doutre à Angers avec sa famille en 1850. Il se consacre à l'horlogerie en 1859. Il est l'auteur de l'ouvrage Les brevets d'invention, contenant l'horlogerie, paru en 1873.